# Episodi di Dawson's Creek (seconda stagione)
La seconda stagione della serie televisiva Dawson's Creek, composta da 22 episodi, è stata trasmessa negli Stati Uniti dal canale The WB dal 7 ottobre 1998 al 26 maggio 1999.
In Italia è stata trasmessa da Tele+ Bianco dal 24 febbraio 2000 al 20 settembre 2000.
| nº | Titolo originale             | Titolo italiano               | Prima TV USA     | Prima TV Italia   |
| -- | ---------------------------- | ----------------------------- | ---------------- | ----------------- |
| 1  | The Kiss                     | Il bacio                      | 7 ottobre 1998   | 24 febbraio 2000  |
| 2  | Crossroads                   | Incroci                       | 14 ottobre 1998  | 2 marzo 2000      |
| 3  | Alternative Lifestyle        | Stili di vita                 | 21 ottobre 1998  | 2 marzo 2000      |
| 4  | Tamara's Return              | Il ritorno di Tamara          | 28 ottobre 1998  | 9 marzo 2000      |
| 5  | Full Moon Rising             | Luna piena                    | 4 novembre 1998  | 9 marzo 2000      |
| 6  | The Dance                    | Il ballo                      | 11 novembre 1998 | 16 marzo 2000     |
| 7  | The All-Nighter              | Tutto in una notte            | 18 novembre 1998 | 16 marzo 2000     |
| 8  | The Reluctant Hero           | Eroe per forza                | 25 novembre 1998 | 23 marzo 2000     |
| 9  | The Election                 | L'elezione                    | 16 dicembre 1998 | 23 marzo 2000     |
| 10 | High Risk Behaviour          | Comportamenti ad alto rischio | 13 gennaio 1999  | 28 marzo 2000     |
| 11 | Sex, She Wrote               | Questione di sesso            | 20 gennaio 1999  | 28 marzo 2000     |
| 12 | Unchartered Waters           | Acque agitate                 | 27 gennaio 1999  | 4 aprile 2000     |
| 13 | His Leading Lady             | Come nei film                 | 3 febbraio 1999  | 4 aprile 2000     |
| 14 | To Be or Not to Be...        | Essere o non essere...        | 10 febbraio 1999 | 11 aprile 2000    |
| 15 | ...That is the Question      | ...Questo è il problema       | 17 febbraio 1999 | 11 aprile 2000    |
| 16 | Be Careful What You Wish For | I miei primi sedici anni      | 3 marzo 1999     | 18 aprile 2000    |
| 17 | Psychic Friends              | Il nostro futuro              | 10 marzo 1999    | 18 aprile 2000    |
| 18 | A Perfect Wedding            | Un matrimonio perfetto        | 28 aprile 1999   | 25 aprile 2000    |
| 19 | Rest in Peace                | Riposa in pace Abby           | 5 maggio 1999    | 25 aprile 2000    |
| 20 | Reunited                     | Riuniti                       | 12 maggio 1999   | 2 maggio 2000     |
| 21 | Ch... Ch... Ch... Changes    | Cambiamenti                   | 19 maggio 1999   | 2 maggio 2000     |
| 22 | Parental Discretion Advised  | Addio Joey                    | 26 maggio 1999   | 20 settembre 2000 |

## Il bacio
- Titolo originale: The Kiss
- Diretto da: David Semel
- Scritto da: Jon Harmon Feldman

### Trama
Jen sta attraversando un momento molto difficile adesso che il nonno è morto, anche perché Evelyn non tarda a dare via in beneficenza gli abiti che appartenevano al defunto marito, e il fatto che Dawson e Joey ora siano diventati una coppia rende tutto ancora più doloroso per lei. Pacey vuole uscire con Kristy, la cheerleader più popolare della scuola, mentre Pacey è al volante dell'auto di pattuglia del padre (sceriffo di Capeside) urta contro l'auto di una sua compagna di scuola, Andie McPhee, che si è appena trasferita da poco in città: Pacey si diverte a prendersi gioco di lei facendole credere di essere un agente di polizia, solo in seguito Andie capisce che Pacey si è solo divertito a imbrogliarla.
Le cose tra Gail e Mitch non stanno affatto migliorando, lui non desidera più fare l'amore con sua moglie, inoltre Gail scopre che il marito ha preso appuntamento con un avvocato divorzista: Mitch ammette che non è facile starle accanto, la ama con la stessa intensità con la quale la odia, non è sicuro di voler salvare il loro matrimonio, infatti si è rivolto a un avvocato principalmente perché desiderava un parere legale.
Il vecchio cinema di Capeside verrà demolito, quindi Dawson e Joey decidono di andare lì per il loro primo appuntamento dato che verrà proiettato un film, anche Pacey decide di andarci accompagnato da Kristy, infatti Andie è riuscita a convincerla a concedere a Pacey una possibilità. Benché Dawson volesse trascorrere un po' di tempo da solo con Joey, fa la sua comparsa Jen, si presenta pure lei al cinema, con l'evidente intento di sabotare il loro appuntamento. Dawson non ha altra scelta che affrontarla, Jen è consapevole di aver rovinato lei la loro storia avendolo lasciato, ma accusa Dawson di averla solo usata per fare più chiarezza su quello che realmente prova per Joey. Purtroppo Dawson può offrirle solo la sua amicizia, tuttavia Jen lo prega, perlomeno, di non fare l'amore con Joey.
Pacey scopre che Andie non ha fatto che prenderlo in giro: Kristy aveva accettato di uscire con lui solo perché Andie le aveva fatto credere che Pacey fosse gravemente malato, e che stesse persino rischiando di morire. Dato che pure Evelyn era andata al cinema, incrocia la nipote, e capisce quanto Jen stia soffrendo, praticamente non ha amici a Capeside e i suoi genitori non vogliono più avere nulla a che fare con lei. Evelyn le racconta che il suo primo appuntamento con il nonno fu proprio in quel cinema, lui è morto e ormai le è rimasta solo Jen, lei è la sua unica ragione di vita.
Joey confessa a Dawson che il motivo per cui non è voluta partite per la Francia è perché ha compreso che avrebbe rappresentato per lei una facile via di fuga dai suoi problemi, sperava che evadendo dalla propria vita avrebbe dato una svolta positiva al suo futuro, ma ora ha capito che per risolvere i suoi problemi deve affrontarli rimanendo a Capeside, infine lei e Dawson si baciano.

## Incroci
- Titolo originale: Crossroads
- Diretto da: Dennis Gordon
- Scritto da: Dana Baratta

### Trama
Pacey non supera l'esame per la patente, ne parla con Dawson che però sminuisce l'accaduto, per qualche motivo davanti alla reazione dell'amico Pacey rimane profondamente deluso. Pacey confessa a Jen che oggi è il suo compleanno, compie 16 anni, e Dawson pare averlo dimenticato, a quel punto Jen gli consiglia di fare qualcosa di improvvisato, tanto che Pacey decide di organizzare una festa al molo.
Intanto Dawson trova il diario di Joey e non resiste alla tentazione di leggerlo, scoprendo che lei lo reputa un fallito che non ha le capacità per diventare un bravo regista. Dawson si mette a provocare Joey la quale non tarda a capire che il suo ragazzo ha letto il diario: non ritiene di doversi scusare per quello che ha scritto, sentendosi oltraggiata dal fatto che Dawson abbia violato la sua privacy.
Mitch confessa al suo amico Cole che desidera chiedere il divorzio, tuttavia Cole glielo sconsiglia perché ciò comprometterebbe il suo rapporto con Dawson, suggerendogli di aprirsi con Gail a un matrimonio aperto, dove a entrambi verrà dato il permesso di frequentare altre persone ritenendo che la cosa più saggia sia quella di separare l'infedeltà e la monogamia dal contesto matrimoniale.
Andie chiede a Joey di trovare per suo fratello Jack un lavoro nel loro diner, in breve tempo Joey e Jack si prendono in simpatia, lei gli confessa che quella che ha appena attraversato con Dawson è stata la loro prima lite come coppia. Intanto Jen, Abby, Andie e Dawson vanno alla festa di compleanno di Pacey, una Jen ubriaca finisce col baciare Dawson il quale si innervosisce avendo trovato il comportamento dell'amica inappropriato.
Dawson tenta il dialogo con Pacey e dalle provocazioni di quest'ultimo capisce di aver dimenticato il suo compleanno, è per questo che per Pacey era importate prendere la patente dato che si erano ripromessi che avrebbero fatto insieme una gita in auto. Dawson si sente mortificato, Pacey tuttavia non accetta le sue scuse dato che da quando lui e Joey stanno insieme ha trascurato la loro amicizia, Pacey non riesce a gestire le proprie insicurezze e ha un brutto rapporto con la famiglia, ma ciò che lo ferisce di più e che Dawson sembra quasi indifferente ai problemi dell'amico.
Joey e Dawson si riconciliano, egli ammette di aver sbagliato, non aveva il diritto di leggere il diario della sua ragazza. Joey gli confessa di averlo amato da sempre, ma per tanto tempo ha represso i propri sentimenti per lui, e quindi ha scritto sul suo diario quelle cose brutte solo per sfogare le proprie frustrazioni, ma in realtà lo considera una persona di grande talento e non dubita del fatto che sarà un grande regista.
Andie fa una sorpresa a Pacey: gli regala una sfera magica, l'aveva comprata per Jack ma preferisce darla a lui, aiutandolo a ritrovare il suo buon umore. Dawson chiede perdono a Pacey, ha capito che indipendentemente dalla sua relazione con Joey non deve dare per scontata la propria amicizia con Pacey, lui lo perdona, infine lui e Dawson rubano l'auto a Mitch e decidono di fare un giro insieme.
- Guest star: Monica Keena (Abby Morgan)

## Stili di vita
- Titolo originale: Alternative Lifestyle
- Diretto da: David Semel
- Scritto da: Mike White

### Trama
A scuola viene dato un compito di microeconomia su come gestire il bilancio economico simulando vari contesti famigliari, Dawson e Pacey saranno sposati rispettivamente con Jen e Andie, mentre Joey dovrà essere una madre single nonché una donna in carriera.
Jen vuole approfittare della situazione per riconquistare Dawson, intanto Bessie si arrabbia dal momento che, nonostante si fosse offerta di aiutare Joey con il compito, lei preferisce rivolgersi su consiglio del proprio insegnante a Laura Weston, una designer di successo. Ciò mette in evidenza che, benché anche Bessie sia una madre e una lavoratrice, Joey non la reputa una donna di successo da prendere a modello, dato che non riesce a gestire bene i soldi oltre al fatto che necessita sempre dell'aiuto di Joey per organizzarsi sia in casa che a lavoro.
Andie è stufa dell'atteggiamento immaturo di Pacey, il quale non prende il compito con serietà dato che praticamente fa solo ostruzionismo. Pacey accusa Andie di essere soltanto una ragazza ricca e viziata e che non può comprendere quanto la vita per lui sia difficile, Pacey non riesce a porsi obiettivi perché è cresciuto in una famiglia che lo reputa da sempre un buono a nulla, questo è il motivo per cui è così demotivato.
Bessie si arrabbia con Joey accusandola di aver trascurato il lavoro, ma in realtà è ovvio che il suo è solo un pretesto per attaccarla, si sente indignata dal fatto che Joey non la reputi un modello da seguire, come madre e lavoratrice. A quel punto Joey, stanca delle sue accuse, le fa notare che ha sempre fatto del proprio meglio per aiutarla, sia nel lavoro che nell'accudire Alexander, accusando Bessie di essere egoista perché non fa altro che approfittare della disponibilità della sorella.
Jack confessa a Pacey che la loro famiglia non se la sta passando molto bene economicamente, di conseguenza Pacey capisce di essere stato troppo prevenuto con Andie avendola trattata ingiustamente. Mentre Dawson e Jen sono impegnati con il compito, lei lo bacia anche se Dawson non dà l'impressione di essere attratto da lei, infatti è evidente che i suoi tentativi di sedurlo non servono a nulla, Dawson è totalmente devoto a Joey.
Bessie si scusa con Joey ammettendo che lei ha ragione, non riesce a mettere ordine nella propria vita e non è giusto da parte sua costringere Joey a esserle sempre di sostegno, perché non vuole privarla della possibilità di vivere con spensieratezza la sua adolescenza. Joey la perdona, anche perché a dispetto di tutto ammira sua sorella sapendo quanto per lei è arduo lavorare e contemporaneamente crescere una famiglia.
Pacey sorprende Andie svolgendo e consegnando il compito per entrambi, poi si scusa con la ragazza per come l'aveva trattata, ormai appare evidente che i due iniziano a provare dei sentimenti l'uno per l'altra. A fine episodio di scopre che Tamara è tornata a Capeside.
- Guest star: Monica Keena

## Il ritorno di Tamara
- Titolo originale: Tamara's Return
- Diretto da: Jesus Trevino
- Scritto da: Mike White

### Trama
Mentre Pacey passeggia in compagnia di Andie incrocia per strada Tamara, è venuta a Capeside per una breve visita, deve vendere a Mitch un immobile destinato a diventare un ristorante. Joey e Dawson assistono a una mostra artistica presieduta da Laura, tuttavia è evidente che Joey è delusa constatando che Dawson non abbia apprezzato molto le opere in esposizione, Laura in seguito invita Joey a partecipare a un corso di disegno per dilettanti.
Pacey confessa a Dawson che continua a pensare a Tamara, è evidente che una parte di lui vorrebbe riallacciare la loro relazione, ma Dawson glielo sconsiglia anche perché girano ancora dei pettegolezzi su loro due, tornare insieme li comprometterebbe. Dawson gli rivela che Andie ha un debole per lui, è stata proprio Andie a confessarglielo sebbene lo avesse pregato di non farne parola con Pacey, ciò nonostante quest'ultimo pur non provando indifferenza per Andie, non ritiene che lei possa competere con Tamara, la quale è una donna matura mentre Andie solo una ragazza. Dawson fa capire a Pacey che deve smetterla di vivere nell'illusione perché il fatto che Tamara sia una donna è il motivo per cui tra loro due non può funzionare, dato che Pacey non è un uomo ma solo un adolescente, e ciò che deve fare è stare con una sua coetanea.
Joey scopre di avere un grande talento per il disegno, ma si offende davanti all'atteggiamento di Dawson il quale pare sminuire la passione di Joey per l'arte, ciò che non sopporta è che Dawson sia convinto che il disegno per Joey sia solo un passatempo. Joey assiste nuovamente a una mostra d'arte ma questa volta si fa accompagnare da Jack, notando la vivida passione con cui quest'ultimo guarda le opere e le interpreta, appare ovvio che Joey preferisca la compagnia di Jack di gran lunga a quella di Dawson.
Jen e Abby vanno in un ristorante e incontrano un pescatore di nome Vincent, giovane e affascinante, da subito si rivelano attratte da lui, successivamente vanno a trovarlo al molo, ma Vincent non pare per nulla interessato a Abby, considerandola una ragazza arrogante e superficiale, al contrario mostra più interesse per Jen.
Pacey va a trovare Tamara, i due si baciano con passione, ma capiscono entrambi che devono dirsi addio, tuttavia Tamara ha ammesso di aver sentito la mancanza di Pacey, come suo studente. Joey mostra a Dawson un disegno che lei ha fatto, ciò che per lei rappresenta la passione, e il soggetto è proprio Dawson: ma lei non riesce a vederla come una cosa positiva, ormai si è resa conto che tutta la sua esistenza ruota attorno al suo ragazzo, temendo che nell'eventualità in cui dovesse perderlo poi non le resterebbe più niente. Anche se Dawson le giura che le resterà sempre accanto, questo non migliora le cose, Joey è costretta a constatare che non è capace di essere indipendente, una parte di lei vuole avere Dawson al proprio fianco ma un'altra lo vuole allontanare, e ormai sta diventando chiaro che i due non riescono a risolvere i loro problemi di coppia.
Mentre Andie è tutta sola al ristorante viene raggiunta da Pacey che le tiene compagnia, poi quest'ultimo guarda Tamara da lontano con un'espressione serena, adesso è pronto ad accettare che Tamara fa soltanto parte del passato.
- Guest star: Monica Keena, Joe Flanigan (Vincent)

## Luna piena
- Titolo originale: Full Moon Rising
- Diretto da: David Semel
- Scritto da: Dana Baratta

### Trama
Pacey chiede a Andie un appuntamento, e lei accetta, i due decidono di andare al cinema, mentre Jen ha in programma di trascorre la notte a casa con Vincent, approfittando dell'assenza di Evelyn che sarà impegnata in una riunione per lo studio della Bibbia. Gail invita a casa il suo collega Gary, e contemporaneamente Mitch invita Tamara per discutere gli ultimi dettagli della vendita del locale, è ovvio però che è solo un espediente e che ciascuno dei due desidera solo provocare l'altro.
Joey trascorre la notte a lavorare al diner con Jack, arriva poi Andie sperando di trovare lì Pacey, ma tra i due c'è stato un malinteso, infatti ha capito che Pacey è andato a casa di Andie a prenderla credendo erroneamente che lei fosse lì ad aspettarlo. Per qualche ragione Jack e Andie iniziano ad agitarsi all'idea che Pacey sia andato a casa loro.
Dawson scopre che Abby è nella sua camera da letto e che sta spiando Jen e Vincent, gelosa del fatto che quest'ultimo ha preferito Jen a lei. Addirittura Abby per ripicca tenta di sedurre Dawson e tra l'altro si rivela consapevole dei problemi coniugali tra Gail e Mitch, così cerca di far capire a Dawson che deve prepararsi all'eventualità che i suoi genitori divorzieranno.
Andie torna a casa scoprendo che sua madre ha trascorso un po' di tempo con Pacey, tanto che desidera presentargli Tim, il figlio più grande. A quel punto Andie è costretta a spiegare a Pacey che Tim è morto da qualche anno. Tim studiava alla Columbia ed è deceduto in un incidente stradale. Proprio la madre era al volante dell'auto, e ora rifiuta la morte del figlio vivendo nell'illusione che egli sia ancora vivo. Il padre invece vive a Providence e ormai fanno vite separate; raramente viene a trovare lei e Jack.
Jen inizia a conoscere meglio Vincent scoprendo che lui studia legge all'università, lavora come pescatore per pagarsi gli studi, i due si baciano ma poi Jen inizia a sentirsi a disagio dal momento che Vincent vuole fare sesso con lei con troppa insistenza, arriva poi Evelyn che caccia via Vincent il quale tra l'altro era già irritato dopo aver scoperto che Jen è solo una minorenne.
Intanto Jack e Joey, quando rimangono soli dopo che l'unico cliente che era in loro compagnia lascia il diner lasciando anche ai due una cospicua mancia, finiscono col baciarsi per poi provare un certo imbarazzo tanto che non si rivolgono nemmeno la parola. Dawson capisce che i suoi genitori stanno tentando di salvare il loro matrimonio con un rapporto aperto, considerando tutto ciò assurdo. Gail la pensa come lui, inoltre ormai è stufa del fatto che Mitch continui a condannarla per il suo tradimento. Mentre Dawson rimane solo con suo padre lo supplica di perdonare definitivamente Gail, ma lui non ci riesce, e per la prima volta Mitch mette a nudo il proprio dolore, si sente smarrito e non è in grado di affrontare il tradimento della moglie. Joey, vedendo Dawson triste a affranto per i problemi con i suoi genitori, decide di non dirgli del bacio che c'è stato tra lei e Jack.
- Guest star: Monica Keena, Joe Flanigan

## Il ballo
- Titolo originale: The Dance
- Diretto da: Lou Antonio
- Scritto da: Jon Harmon Feldman

### Trama
Andie propone a Dawson, Pacey e Joey di andare al ballo della scuola tutti insieme, tra l'altro dal momento che Jen sta ancora soffrendo per la morte del nonno Joey propone di invitare anche lei, a quel punto a Andie e Dawson viene in mente un'idea: mettere Jen in coppia con Jack.
Purtroppo Gail e Mitch sono costretti a dare a Dawson una spiacevole notizia: hanno deciso di separarsi, Mitch andrà a vivere in un'altra casa. Durante il ballo, per Joey risulta sempre più imbarazzante la vicinanza con Jack, si sente in colpa per non aver ancora detto a Dawson del loro bacio. Tuttavia Dawson sorprende Joey a discutere con Jack in maniera ambigua, sospetta che tra i due ci sia qualcosa, e dunque affronta Jack pretendendo da lui una spiegazione: Jack a quel punto ammette di aver baciato Joey e di non sentirsi nemmeno in colpa per averlo fatto, in reazione alla sua provocazione Dawson lo colpisce con un pugno davanti a Jen e Andie.
Nel corridoio della scuola Pacey vede Kristy sola e sconsolata, ha appena litigato con il proprio ragazzo, Pacey si rivolge a lei con parole gentili e si mettono anche a ballare insieme sotto lo sguardo di Andie che inevitabilmente ci rimane male, dato che Pacey per tutta la serata è stato indisponente con lei non avendole nemmeno concesso un ballo.
Dawson si mette a litigare con Joey davanti a tutti, lei è mortificata per averlo ferito tuttavia ammette che le ragioni per cui lei e Jack si sono baciati non hanno niente a che vedere con Dawson ed è per questo che non ha voluto dirglielo, sentendo di non dovergli nessuna spiegazione, non trovando corretto che lui per placare la sua rabbia debba trattarla in modo così aggressivo. Sentendo queste parole Dawson decide di tornare a casa da solo.
Jack e Jen fanno rapidamente amicizia, lui gentilmente la riaccompagna a casa e lei, avendo capito che Joey gli piace per davvero, lo incoraggia a non arrendersi e a lottare per conquistarla. Mentre Andie è tutta sola, viene raggiunta da Pacey il quale è dispiaciuto per quello che è accaduto, ammette che il motivo per cui ha difficoltà a stare accanto a Andie è perché non comprende le ragioni per cui lei prova interesse nei suoi confronti. Andie cerca di fargli capire che i suoi complessi di inferiorità sono immotivati perché Pacey è un ragazzo divertente, comprensivo, intelligente e senza pregiudizi, i due finalmente si scambiano il loro primo bacio.
Quando Dawson va nella propria camera da letto trova Joey ad attenderlo, lei rinnova le sue scuse anche se ormai non possono più ignorare che le cose tra di loro vanno male, benché sia ancora in collera Dawson è disposto a fare un altro tentativo per salvare la loro relazione, ma nonostante lui e Joey si dichiarino amore reciproco per la prima volta, lei decide di lasciarlo rendendosi conto di aver desiderato l'amore di Dawson per così tanto tempo che, adesso che è riuscita a conquistarlo, la sua è una vita senza progettualità, ora Joey ha bisogno di stare da sola per trovare la propria identità.
- Guest star: Monica Keena

## Tutto in una notte
- Titolo originale: The All-Nighter
- Diretto da: David Semel
- Scritto da: Greg Berlanti

### Trama
Il professor Peterson ha in programma un esame di letteratura, quindi Dawson e i suoi amici si preparano studiando sodo. Chris Wolfe ne approfitta per tentare di sedurre Jen invitandola nella sua villa, estendendo l'invito anche a Pacey, Dawson, Andie e Joey per un gruppo di studio dato che i genitori di Chris sono fuori città.
Joey tenta di comunicare con Dawson, lei vorrebbe che tornassero a essere amici ma è inutile, ora che Dawson ha capito quanto è innamorato di lei, si rifiuta di legarsi a Joey solo come amico. Benché l'intento fosse quello di studiare, l'attenzione è rivolta a un "test della purezza" che Andie stava consultando sulla conoscenza sessuale, per gioco decidono tutti di fare il test, tuttavia Andie trova strano che Pacey non abbia voluto farlo. Chris si diverte a umiliare Pacey avendo capito che lui volutamente voleva evitare di mentire sulla domanda riguardo ad eventuali esperienze sessuali con persone più grandi, adesso Chris ha capito che le voci che giravano su Pacey e Tamara erano vere, e che avevano avuto una relazione clandestina.
Dawson scopre che alla domanda su quante volte si ha amato, Joey ha risposto "due" e quindi ora teme che lei si sia innamorata di Jack oltre che di lui. Joey gli confessa però che tutte e due le volte che ha amato è stato sempre di Dawson: la prima volta da amico crescendo al suo fianco, e poi quando si sono scambiati il loro primo bacio. Dawson, non sopportando l'arroganza di Chris il quale tenta spudoratamente di portarsi a letto Jen, prova a mettere quest'ultima in guardia, ma Jen, col probabile intento di provocare Dawson avendo trovato il suo comportamento protettivo inappropriato, fa sesso con Chris.
Andie non nega di essere delusa, perché Pacey le aveva fatto intendere di essere vergine, trovando umiliante che lui si sia lasciato sedurre da una donna più grande di lui. Pacey trova ingiusto che Andie lo giudichi così severamente, anche perché i sentimenti che provava per Tamara erano sinceri e in ogni caso è stato Pacey a sedurla e non il contrario, facendo capire a Andie che il desiderio sessuale è parte della natura umana.
Il mattino dopo, con poche ore a disposizione in attesa che l'esame inizi, nessuno ha studiato per davvero, tuttavia Pacey organizza in breve un programma di studio accelerato preparando i suoi amici per l'esame, comunque prima di andare a scuola tutti loro si tuffano nella piscina di Chris. Anche se tra Joey e Dawson è finita, i due ammettono di amarsi ancora, Dawson è disposto a lasciare a Joey i suoi spazi, tra l'altro anche Andie e Pacey si chiariscono, lei è ancora vergine e ammette che il fatto che Pacey al contrario di lei ha già delle esperienze l'aveva messa a disagio.
Una volta arrivati a scuola scoprono però che Peterson si è ammalato, e quindi l'esame viene posticipato, infine Dawson, Pacey, Andie, Chris, Jen e Joey si addormentano sdraiandosi sul campo da football della scuola.

## Eroe per forza
- Titolo originale: The Reluctant Hero
- Diretto da: Joe Napolitano
- Scritto da: Shelley Meals e Darin Goldberg

### Trama
La carriera scolastica di Pacey va di male in peggio, ha preso un cattivo voto al test attitudinale e non segue nemmeno corsi extrascolastici, anche se evitasse la bocciatura quello che gli si prospetta non è un futuro roseo. Andie trova fastidioso il fatto che Pacey non si sforzi di migliorare, trovando inaccettabile la sua autocommiserazione, Andie cerca di fargli capire che finché Pacey si atteggerà a fallito tutti lo tratteranno come tale, quindi decide di invitarlo a casa sua per dargli delle ripetizioni.
Il film di Dawson, "Il mostro della laguna", ha vinto il primo premio della sezione juniores del Boston Film Festival: un assegno da 2500 dollari e l'utilizzo libero delle apparecchiature per la realizzazione di un secondo film. Lo comunica a Joey la quale aveva svolto il ruolo di produttrice, e benché lei sia felicissima del risultato, rifiuta l'offerta di aiutare l'amico nelle riprese del suo nuovo film in quanto assorbita dal corso di disegno e dagli impegni lavorativi. Comunque Dawson, essendole riconoscente le offre metà dei soldi.
Mitch si trasferisce in una nuova casa, mentre Dawson e Jen vengono invitati a una festa da Chris e dal suo amico Todd. Intanto Jack e Joey, capendo che a dispetto dei problemi che ci sono stati con Dawson, vogliono continuare comunque a frequentarsi escono insieme per un appuntamento. Mentre Andie aiuta Pacey con lo studio, riceve una telefonata: sua madre è in un supermercato, sta delirando e si rifiuta di andarsene, è già la terza volta che succede. Pacey si rivolge a lei con parole gentili convincendola a seguire lui e Andie che la riportano a casa.
Alla festa Dawson vede Chris e Todd che tentano di fare sesso con una Jen completamente ubriaca, a quel punto Dawson porta via di lì, la sua amica che però si arrabbia, non ha la forza di affrontare il proprio dolore preferendo ignorarlo con i suoi comportamenti autodistruttivi. Jen lo prega di non riportarla a casa, è troppo ubriaca, quindi Dawson la porta a dormire da Mitch che la ospita nella sua nuova casa, Dawson le propone di prendere il posto di Joey come produttrice del suo nuovo film.

## L'elezione
- Titolo originale: The Election
- Diretto da: Patrick Norris
- Scritto da: Shelley Meals e Darin Goldberg

### Trama
Jen legge la trama del film di Dawson, è una sceneggiatura autobiografica che parla della sua vita, Jen ammette che strutturalmente la trama è buona ma narrata da una prospettiva immatura, Dawson essendo troppo responsabile non comprende le emozioni tipiche dell'adolescenza, quindi cerca di aiutarlo a familiarizzare con comportamenti più impulsivi: tenta di convincerlo a marinare la scuola e a taccheggiare, ma inutilmente.
Andie vorrebbe diventare presidente del consiglio studentesco chiedendo a Joey di candidarsi insieme a lei, qualora vincessero Andie sarebbe il presidente e Joey la sua vice. Anche Chris si candida con Abby come sua vice, infatti benché Joey all'inizio avesse rifiutato l'offerta di Andie, cambia idea non sopportando l'arroganza di Abby. Pacey cerca di aiutare Andie con la campagna elettorale, ma sia lui che Joey si rendono conto che Andie è troppo ingenua, si illude che con la propria integrità si guadagnerà il consenso dell'elettorato ignorando i comportamenti meschini di Chris e Abby.
La faccenda prende una brutta piega durante il dibattito quando Abby umilia Andie davanti a tutti raccontando che la madre, dopo la morte del figlio Tim, ha iniziato a soffrire di disturbo mentale. Andie in preda alla depressione, non ha più la forza di gareggiare per le elezioni, Pacey però fa in modo che, tramite l'altoparlante della scuola, Abby ammetta quello che realmente pensa di tutti: considera Chris solo un buono a nulla e lo usa soltanto per le elezioni, e che gli studenti sono soltanto persone insignificanti. Adesso Abby non ha più speranze di essere eletta e infatti la vittoria è in pugno ai terzi candidati.
Dawson vede Mitch e Gail fare l'amore, è felice dando per scontato che si stiano riconciliano, ma il padre è costretto a spiegargli che lui e la moglie non torneranno insieme, è stato solo un momento di debolezza. Dawson, frustrato, decide di divertirsi con Jen: prima fanno vandalismo con la carta igienica e poi fanno il bagno nudi nella palude. Dawson bacia Jen e benché volesse fare l'amore con lei, Jen preferisce tenere con lui una distanza ritenendo che il loro rapporto funzioni meglio da amici.
Joey ignorava tutti i problemi che la famiglia di Jack aveva affrontato, lui ammette che preferisce isolarsi dagli altri perché, non manifestare le proprie emozioni, è il modo migliore per mantenere l'autocontrollo. Joey gli confessa che quando sua madre morì Dawson le era stato vicino, e lei vorrebbe fare altrettanto per Jack, perché lui non deve affrontare i suoi problemi maturando la convinzione che nessuno lo aiuterà.
Andie inizia ad assumere degli psicofarmaci, mentre Dawson scopre che Mitch ha consegnato a Gail i documenti per il divorzio. Dawson ha capito che il matrimonio dei suoi genitori è finito, scoppia a piangere e Jen gli rimane vicino dandogli conforto.
- Guest star: Monica Keena

## Comportamenti ad alto rischio
- Titolo originale: High Risk Behavior
- Diretto da: James Whitmore, Jr.
- Scritto da: Jenny Bicks

### Trama
Dawson ha preparato la sceneggiatura del suo nuovo film, lui e Jen si occupano dei provini per assegnare i ruoli da recitare, tra i candidati ci sono anche Chris e Abby. Dawson si considera soddisfatto del proprio lavoro, sennonché Pacey e Jen notano che alla trama del film manca qualcosa: entrambi hanno capito che è deliberatamente ispirata alla storia d'amore tra Dawson e Joey, e i due protagonisti durante la pellicola non fanno sesso. Dawson vuole infatti eliminare il desiderio sessuale dalla trama perché desidera solo narrare la storia dal punto di vista dell'amore innocente, tuttavia Jen e Pacey ritengono che lui, nel proprio narcisismo, non avendo mai conosciuto il sesso si limita ad affrontare la trama unicamente dal proprio punto di vista.
Joey durante il suo corso di disegno, ha ritratto un modello, un uomo completamente nudo, senza volerlo Jack rovina il disegno versandogli addosso una bibita: mortificato e desideroso di rimediare, si propone lui come modello per Joey, la quale seppur a disagio accetta l'offerta. Pacey va in farmacia e incontra per caso Andie, la quale sta acquistando lo Xanax, un farmaco per i disturbi d'ansia, Andie afferma che sono per sua madre ma è evidente che sta mentendo, infatti quei fermaci sono per lei.
Pacey desidera portare la sua storia con Andie al livello successivo, infatti anche se non vuole farle pressioni è tentato di fare l'amore con lei, anche Andie non nasconde che desidera farlo, ma lei è ancora vergine, ciò che vuole è che la sua prima volta sia speciale. Jen intanto spiega a Dawson che il sesso e l'amore sono due cose complementari, e ciò che rende il sesso affascinante è il fatto che è motivato spesso da ragioni variegate, ignorare il sesso non rifletterebbe una visione realistica della vita.
Jack posa nudo per Joey alla quale confessa di non essere vergine, è stato con una sola ragazza; Joey mostrando curiosità sull'argomento chiede a Jack di descriverle la sensazione che nasce dal piacere sessuale, tanto che durante il discorso entrambi si eccitano, Joey ammette che parlare di sesso la fa sentire più matura come persona, ormai lei e Jack non riescono più a reprimere la loro attrazione e si baciano con passione.
Pacey fa una sorpresa a Andie: prima la porta a cena in un ristorante e poi prenota una suite in un albergo, ha preparato per lei una serata romantica. In piena notte Dawson entra nella camera da letto di Jen dalla finestra informandola che ha apportato una modifica alla trama del film, infatti il protagonista farà l'amore, ma non con il personaggio ispirato a Joey, ma proprio con il personaggio ispirato a Jen, poi Dawson si sdraia accanto a Jen nel letto e la bacia sentendo questa volta il bisogno di non razionalizzare l'attrazione che prova per lei.

## Questione di sesso
- Titolo originale: Sex, She Wrote
- Diretto da: Nick Marck
- Scritto da: Mike White e Greg Berlanti

### Trama
Peterson assegna un compito alla sua classe: il giallo sarà il tema. Nell'aula Chris trova un bigliettino anonimo, colui che lo ha scritto vuole lasciare la persona con la quale ha appena fatto sesso, lo mostra a Abby che cerca di scoprire chi è l'autore e farne un compito da consegnare a Peterson. In classe con loro c'erano Dawson, Joey e Pacey, quindi Abby dà per scontato che a scriverlo è stato uno di loro: se l'autore del biglietto è Dawson è probabile che fosse rivolto a Jen, se invece a scriverlo è stata Joey il biglietto era destinato a Jack, ma se invece è stata opera di Pacey ciò significa che lo aveva scritto per Andie.
Chris mostra a Joey la trama del film di Dawson dove il personaggio ispirato a lui fa sesso con quello ispirato a Jen, con l'intento di scatenare in Joey una reazione, tra l'altro Chris e Abby trovano un disegno di Jack completamente nudo fatto da Joey, e Abby non tarda a mostrarlo a Dawson sperando di provocarlo.
Dawson, Joey, Andie, Jack, Jen e Pacey ricevono un invito in aula, sono stati convocati da Abby, con Chris che sta riprendendo tutto con una videocamera: Abby tenta di forzare una confessione, ne scaturisce un litigio tra Joey e Dawson dove entrambi, in un impeto di collera, ammettono di aver fatto l'amore rispettivamente con Jack e Jen. Quest'ultima tuttavia, non accettando che Dawson si abbassi a mentire spudoratamente, confessa a Joey di non aver fatto sesso con Dawson, a quel punto anche Jack ammette di non aver fatto l'amore con Joey.
A esclusione Abby capisce che è stato Pacey a scrivere quel biglietto, infatti ha fatto sesso con Andie e aveva intenzione di lasciarla. Quest'ultima si sente ferita e umiliata, Jen rinfaccia a Abby il disgusto che prova per lei per il suo ingiustificabile cinismo. Abby, avendo capito di aver esagerato, decide di non umiliare Andie non consegnando il compito preparato a Peterson.
Jen confessa a Jack che la ragione per cui non ha voluto fare sesso con Dawson è perché in fondo sa che lui è innamorato di Joey, infatti Jen non nega di amarlo ma è consapevole che lui non la ricambia, ma confida sul fatto che, se un giorno lei e Dawson faranno l'amore, dovrà essere speciale. Mentre Andie è tutta sola in auto, viene raggiunta da Pacey, lui non ha intenzione di lasciarla, ha scritto quel biglietto perché era spaventato, mostrando a Andie il voto che ha preso al suo ultimo compito, una A, non aveva mai preso un punteggio così alto. Pacey ha capito di amarla e che Andie sta facendo di lui una persona migliore, i due suggellano il loro amore con un bacio.
- Guest star: Monica Keena

## Acque agitate
- Titolo originale: Uncharted Waters
- Diretto da: Scott Paulin
- Scritto da: Dana Baratta e Mike White

### Trama
Pacey e Dawson partecipano a un contest di pesca insieme al loro padri, in effetti John (il padre di Pacey) è il campione in carica, durante il weekend in barca anche Jack si accoda al gruppo, Pacey lo ha invitato e ha aspettato l'ultimo momento per informare Dawson visti gli attriti tra lui e Jack. Per Pacey non è facile sopportare la presenza di suo padre John, il quale tratta da sempre il figlio come un incapace, tra l'altro Dawson si arrabbia con Pacey per non averlo informato del fatto che Jack si sarebbe unito al gruppo; Pacey gli spiega che le condizioni di salute della madre di Jack stanno peggiorando, lui non ha amici ed è stata Andie a pregarlo di invitarlo al contest.
Gail vuole preparare un servizio sulle problematiche contemporanee sugli adolescenti, invitando a casa sua Joey, Andie, Jen e Abby, tra le ragazze però non mancano le diatribe: Joey è ostile con Jen accusandola di aver sempre tentato di usurpare il suo posto nella vita di Dawson, prima come sua amica e ora lavorando come produttrice nel film che stanno girando insieme, aggiungendo che Jen nella sua arroganza non ha mai accettato che Dawson abbia preferito Joey a lei, tuttavia Jen non accetta queste crudeli accuse, facendo notare a Joey che lei proietta su Jen il proprio complesso di insicurezza.
Dawson non riesce a nascondere quanto Mitch lo stia deludendo, è un uomo di mezza età e si illude che avrà successo con il ristorante che a breve aprirà, quando invece Dawson vorrebbe che il padre si concentrasse in progetti più concreti. Jack è consapevole che Dawson è in collera con lui dal momento che lo ritiene responsabile di aver rovinato la sua storia con Joey, tuttavia Jack cerca di convincerlo che adesso la cosa giusta è rispettare il fatto che Jack e Joey stanno insieme. Di notte, mentre John si ubriaca, si sdraia sulla spiaggia e si addormenta, e dal momento che non può ascoltare suo figlio Pacey ammette quanto John sia importante per lui, e il mancato amore paterno non sta facendo altro che causargli dolore.
Abby confessa a Andie di odiare la propria vita, lei non ha problemi e quindi si reputa una persona priva di fascino, è per questo che sente il bisogno di compensare con comportamenti crudeli e irriverenti. Abby e sua madre offrono a Andie un passaggio a casa, per la prima volta Abby ha trattato Andie con gentilezza. Joey si chiarisce con Jen ammettendo che la stima, è per questo che istintivamente avverte il bisogno di essere competitiva con lei, tuttavia entrambe ammettono di voler bene l'una all'altra.
Durante il contest Jack è sul punto di pescare un pesce che ha abboccato all'amo, tuttavia affida la canna da pesca a Pacey che riesce a catturare il pesce vincendo il contest e il trofeo. Durante la premiazione la soddisfazione di Pacey dura poco quando John gli suggerisce di godersi la vittoria e il bel momento affermando che «probabilmente non ne avrai molti altri». Dawson fa capire a Pacey che, indipendentemente dal fatto che John non lo stimi, lui è già circondato di persone che lo ammirano e lo rispettano, ad esempio Andie e in fondo anche Dawson ammette di avere di Pacey una grande considerazione. Inoltre per la prima volta Dawson tratta Jack come un buon amico.
Dawson, vedendo il trattamento ingiusto che John riserva a Pacey, e considerando che Jack è stato praticamente abbandonato da suo padre, capisce quanto è fortunato a poter contare su Mitch, quest'ultimo è consapevole che Dawson non sempre condivide le scelte del padre, però Mitch ammette che preferisce vivere inseguendo ciò che ama e lo appassiona, e a dispetto di tutto questo è il motivo per cui Dawson lo ammira, perché la forza che lo spinge a inseguire le proprie ambizione è un tratto del suo carattere che ha ereditato proprio da Mitch.
- Guest star: Monica Keena

## Come nei film
- Titolo originale: His Leading Lady
- Diretto da: David Semel
- Scritto da: Shelley Meals e Darin Goldberg

### Trama
Dawson è pronto a girare il proprio film con Jen come produttrice, Abby e Chris interpreteranno i personaggi ispirati rispettivamente a Jen e Dawson, quest'ultimo però non ha ancora trovato qualcuno che possa interpretare il personaggio di Joey. Pacey intanto trova nel bagno adiacente alla camera da letto di Andie un cestino della spazzatura con dentro un flacone di Xanax, ora ha capito che Andie stava mentendo: quei farmaci sono per lei e non per la madre, ciò vuol dire che Andie non sta bene.
Mentre Joey è al corso di disegno, Dawson va a trovarla, imbarazzato nel constatare che la sua amica sta dipingendo la modella che posa completamente nuda. Dawson incontra la modella in un secondo momento in biblioteca, si chiama Devon, e quando gli rivela che studia recitazione all'università, Dawson le propone di interpretare il personaggio ispirato a Joey nel suo film. Benché Devon non sia totalmente entusiasta della trama accetta.
Evelyn presenta a Jen un ragazzo di nome Tyson Hicks, il quale si offre di aiutare lei e Dawson con il film, alla troupe si uniscono anche Jack e Joey. Intanto Andie, quando Pacey le rivela di aver scoperto che assume lo Xanax, si innervosisce, tanto che decide di lasciarlo, ormai sente che nella propria vita ci sono troppi problemi, ritenendo che Pacey sia uno di essi, l'unico sacrificabile.
Dawson è più che soddisfatto della scena girata da Chris e Devon (quella che ripercorre la rottura tra lui e Joey) ma ne sussegue una brutta lite tra Dawson e Joey, perché quest'ultima prova disagio dal momento che Dawson ha trasformato quella che era stata la loro relazione amorosa in un film. Dawson non accetta i suoi rimproveri, rinfacciandole che lei ha deciso di lasciarlo ferendolo, le sue ambizioni cinematografiche sono l'unica cosa che gli è rimasta.
Successivamente Joey e Dawson si riconciliano, lei si scusa con l'amico per come si è comportata avendo capito che è stato ingiusto da parte sua muovere quei rimproveri. Tyson chiede a Jen di uscire, lei accetta ma la cosa diventa imbarazzante quando scopre che Tyson l'ha portata a un raduno per la lettura della Bibbia.
Dawson, vedendo Pacey fin troppo amareggiato per quello che sta succedendo tra lui e Andie, gli consiglia di lasciarla perdere dato che la loro relazione sta diventando troppo disfunzionale. Tuttavia Pacey si rifiuta di ascoltarlo, tenta di autoconvincersi che Andie abbia bisogno di lui, va a casa sua e la convince a dare un'altra possibilità alla loro relazione, Andie trova poco probabile che Pacey possa aiutarla ad affrontare i propri problemi, ma lui le promette che insieme supereranno ogni avversità.
- Guest star: Rachael Leigh Cook, Monica Keena

## Essere o non essere...
- Titolo originale: To Be or Not to Be...
- Diretto da: Sandy Smolan
- Scritto da: Greg Berlanti

### Trama
Le riprese del film stanno andando alla grande e Jack dà un grande aiuto costruendo un plastico in miniatura di Capeside. Pacey invece è al settimo cielo per essere riuscito a recuperare i suoi brutti voti alzando la sua media scolastica. Peterson durante una lezione, costringe Jack a leggere la poesia che lui stesso ha scritto, è evidente che Jack prova un forte disagio, ma è costretto a ubbidire: si tratta di parole sentimentali e passionali, rivolte a una figura maschile, Jack arriva persino a piangere uscendo dalla classe.
Dopo quanto accaduto inizia a spargersi a scuola la voce che Jack sia gay, tanto che Pacey inevitabilmente chiede a Andie se lei abbia mai avuto dei sospetti sulla sessualità del fratello, ma lei è sicura sul fatto che Jack non sia gay. Intanto Tyson continua a corteggiare Jen, che però vede nelle credenze religiose del ragazzo un ostacolo al loro rapporto, tuttavia gli concede un'altra possibilità e i due escono in un locale notturno.
A scuola, nell'armadietto di Jack, viene scritta una parola omofoba, come se non bastasse Peterson, per la soddisfazione di dare il tormento a Jack, cerca di costringerlo a leggere nuovamente la poesia davanti alla classe. A quel punto Pacey prende le difese dell'amico accusando Peterson di essere un prepotente, quest'ultimo minaccia Pacey di bocciarlo ma lui gli ricorda che non può farlo dal momento che ha i suoi voti sono tra i più alti della classe, infine Pacey gli sputa in faccia quando Peterson gli dà del fallito.
Nonostante la gravità di quanto successo, è evidente che il corpo docenti non imputa la colpa a Pacey quanto invece al comportamento provocatorio di Peterson, quindi la preside mette Pacey davanti a una scelta: o chiede scusa a Peterson e sarà costretta a sospenderlo. Jack rimprovera Pacey per quello che ha fatto ritenendo, nonostante le sue buone intenzioni, che abbia esagerato.
Pacey, davanti a Peterson e alla preside, chiede scusa solo per aver sputato addosso al docente, ma non per il disprezzo che prova per lui, perché un insegnante non ha il diritto di calpestare la dignità degli studenti, e Peterson forte della sua posizione si è accanito impunemente contro Jack.
Pacey litiga con Andie la quale non gli ha dato il minimo supporto emotivo, anche perché si sente responsabile, Peterson aveva preso di mira Pacey che però ha migliorato i propri voti a scuola, cosa che Peterson ha interpretato come una provocazione, e dunque per compensare ha bersagliato Jack. Tra l'altro senza entrare nel merito Pacey sembra abbastanza convinto dell'omosessualità di Jack, ritenendo che probabilmente anche Andie ne sia ben consapevole, ma che lei tendenzialmente non voglia affrontare la verità.
Joey è confusa, pure lei sospetta che Jack sia gay, ne parla con Dawson il quale le suggerisce di chiarire le cose direttamente con Jack. Quando Joey domanda a Jack se lui e gay, quest'ultimo la bacia assicurandole che non è così, i due si abbracciano ma sul volto di Jack appare un'espressione turbata, facendo supporre che probabilmente ha mentito.

## ...Questo è il problema
- Titolo originale: That Is the Question
- Diretto da: Greg Prange
- Scritto da: Kevin Williamson e Greg Berlanti

### Trama
Peterson dà un cattivo voto a Pacey, come se non bastasse lui e Andie non intendono riconciliarsi perché entrambi preferiscono rimanere sulle loro posizioni. Joseph, il padre di Andie e Jack, arriva a Capeside avvertito da un insegnante sulla situazione a scuola, porta a cena i suoi figli domandando a Jack se lui è gay, mettendo in chiaro che, indipendentemente dalla risposta, la loro famiglia ha già tanti problemi e che un'eventuale omosessualità del figlio non sarebbe tollerabile. Andie a dispetto di tutto è contenta del ritorno di Joseph, lei spera di convincerlo a trasferirsi a Capeside in modo da riunire la famiglia.
Jen, Dawson, Joey e Tyson escono insieme, quest'ultimo parlando con Jen afferma che l'omosessualità di Jack è una scelta, e pertanto va condannata. Successivamente Tyson e Jen riprendono l'argomento davanti a Evelyn dove addirittura Tyson accusa la condotta di Jack come un pericolo per la società, oltre che un crimine agli occhi di Dio. Benché all'inizio Evelyn avesse preso in simpatia Tyson, lo rimprovera per arroganza dato che non spetta a lui giudicare Jack, che comunque in questo momento così difficile ha bisogno di amore e comprensione.
Pacey si documenta sulle norme etiche che devono essere osservate dal corpo docenti, chiedendo alla preside Markey di sostenerlo contro Peterson che ha violato con il suo comportamento alcune regole dello statuto, muovendo contro di lui una mozione al prossimo consiglio studentesco.
Andie scopre che Joseph non intende rimanere a Capeside, viaggerà per lavoro, inoltre ha deciso di internare la moglie in una clinica psichiatrica. Jack stanco dell'ingenuità della sorella, affronta Joseph accusandolo di essere un codardo perché si è sempre nascosto dietro al lavoro solo per mantenere una distanza dalla propria famiglia data la sua incapacità di affrontare i problemi, come la morte di Tim, il crollo nervoso della moglie e il fatto che Andie da due anni faccia uso di psicofarmaci. Jack trova poi il coraggio di confessare al padre di essere gay, sapeva che Joseph in fondo lo aveva sempre sospettato, Jack ha represso per tanto tempo la propria omosessualità per non causare altri problemi alla famiglia.
Jack, ritrovando un po' della propria serenità, ringrazia Pacey per averlo difeso. Peterson ha deciso di dare le dimissioni, è consapevole di aver sbagliato ma preferisce andarsene piuttosto che lasciarsi umiliare al consiglio studentesco, Pacey in parte è dispiaciuto per lui ma non lo perdona per aver tentato di conquistare il rispetto degli studenti con la paura.
Ormai Jack è costretto a confessare a Joey che è gay, le vuole bene per davvero e non vuole perderla come amica, lei gli sorride avendo apprezzato la sua onestà. Pacey si scusa con Andie perché ora ha capito che la sua battaglia contro Peterson avrebbe potuto ripercuotersi anche contro di lei, ma anche Andie riconosce i propri errori, ha sempre preteso di fare di Pacey una persona diversa, ma adesso ha compreso che lui non deve cambiare per essere il compagno di cui ha bisogno. Mentre Dawson è tutto solo nella sua camera da letto viene raggiunto da Joey che si mette a piangere, con Dawson che le dà conforto stringendola tra le sue braccia.

## I miei primi sedici anni
- Titolo originale: Be Careful What You Wish For
- Diretto da: David Semel
- Scritto da: Heidi Ferrer

### Trama
È il 16º compleanno di Dawson e lui è ormai in piena depressione, anche se tra Joey e Jack è finita per via dell'omosessualità di quest'ultimo, Dawson non riesce a gioirne, il fatto che Joey abbia preferito a lui un ragazzo gay rende tutto ancora più umiliante. Per Joey non è ancora facile essere amica di Jack dopo quanto accaduto, mentre Mitch decide di rinunciare al progetto del ristorante iniziando a lavorare come supplente nella scuola di Dawson.
Dawson chiede a Joey di tornare con lui perché la considera la ragazza della sua vita, però quest'ultima seppur dispiaciuta non intende riallacciare la loro relazione, anche perché non era mai stato Jack il problema tra loro due. Pacey e Andie portano Dawson a divertirsi in un bar, mentre i genitori di Dawson preparano a casa una festa con i suoi compagni di scuola, tra cui Joey, Jack, Abby, Tyson e Jen. Purtroppo Dawson e Andie finiscono con l'ubriacarsi, intanto Abby cerca di sedurre Jack affermando che la sessualità è solo un'illusione e che il desiderio fisico è indiscriminato.
Jen e Tyson si baciano nell'auto che Gail ha comprato per Dawson, ma la cosa diventa imbarazzante quando Tyson poi si tira indietro, temendo che Jen voglia fare sesso con lui, cosa che viola i suoi rigidi valori cristiani. Pacey riporta Dawson a casa, egli è ubriaco e dunque Joey, per evitare che i genitori di Dawson lo vedano in quelle condizioni, lo porta nella sua camera da letto e proprio lì sorprende in flagrante Jack baciare Abby, sentendosi umiliata.
Dawson, totalmente ubriaco, sfoga contro tutti le proprie frustrazione, in particolare con Gail colpevole di aver tradito Mitch distruggendo il proprio matrimonio, arriva anche a baciare Joey che però lo spinge contro la torta. Dopo quello che è successo Gail decide di non regalare a Dawson l'auto dato che non si è dimostrato sufficientemente responsabile.
Jack si scusa con Joey per quello che è accaduto, ma le giura che non avrebbe fatto sesso con Abby, il problema è che per quanto abbia apprezzato l'amicizia e la solidarietà che Joey e Pacey gli hanno riservato quando ha ammesso la propria omosessualità, il tentativo di Abby di sedurlo è stata l'unica cosa che invece lo ha fatto sentire normale. Joey gli spiega che la sua omosessualità non lo rende diverso dagli altri perché fondamentalmente il desiderio di normalità è una cosa che accomuna tutti, ma il fatto che Jack sia gay non deve trasformarsi in un pretesto per comportarsi come un immaturo.
Jen decide di lasciare Tyson accusandolo di essere un ipocrita perché, anche se è ovvio che è attratto da lei, è completamente frenato dal proprio atteggiamento bigotto e prevenuto, precisando comunque che non era assolutamente sua intenzione fare l'amore con lui.
Mentre Dawson è nella propria camera da letto, Joey gli tiene compagnia, confessandogli che il forte legame che li unisce è il motivo per cui ha deciso di lasciarlo, Joey ammette che spesso sente di essere soltanto un'estensione di lui piuttosto che una vera persona, ha avvertito il bisogno di distanziarsi da Dawson perché deve prima sentirsi completa senza dipendere da lui, si è messa con Jack proprio perché egli non è come Dawson, ma non perché lo reputasse un ragazzo migliore di lui. Dawson si addormenta e Joey gli dice "ti amo" e quando si affaccia alla finestra vede la neve scendere dal cielo.
- Guest star: Monica Keena

## Il nostro futuro
- Titolo originale: Psychic Friends
- Diretto da: Patrick Norris
- Scritto da: Dana Baratta

### Trama
Jack si prende il merito del film girato da Dawson Creek Daze inoltre si prepara a partire per Hollywood chiedendo a Joey di sposarlo proprio davanti a Dawson e lei gli risponde di sì; ad un tratto Dawson si sveglia scoprendo che il suo era solo un sogno. Mitch intanto inizia a lavorare come insegnante, mentre Gold viene temporaneamente sostituito dalla professoressa Kennedy che ora tiene il corso di cinema.
Joey e Jack aprono uno stand alla fiera dell'arte di Capeside, data la presenza di Madame Zenovich, una chiaroveggente, Joey si fa predire il proprio futuro: Zenovich comprende che lei ha sofferto molto e per reazione allontana la gente, ma afferma che a breve un uomo entrerà nella vita di Joey. Intanto Evelyn viene avvicinata da Whit, un suo vecchio conoscente, il quale la corteggia, seppur dubbiosa accetta di uscire con lui e Jen aiuta la nonna a prepararsi per l'appuntamento.
Andie chiede a Zenovich di predirle il futuro ma purtroppo quello che le viene detto la porterà a diventare malinconica dal momento che la chiaroveggente la mette in guardia: Andie ha affrontato dei momenti difficili, ma ciò che la attende sarà ancora più arduo da superare, il suo non sarà un futuro radioso. Joey conosce un ragazzo molto carino di nome Colin Manchester, è un giovane fotografo, tra i due sembra esserci dell'attrazione, tra l'altro Colin la convince a posare per lui in un servizio fotografico, tuttavia egli si rivela essere gay, voleva principalmente chiedere a Joey se poteva aiutarlo a conoscere meglio Jack.
Dawson mostra il film da lui girato a Kennedy che però non ne resta molto impressionata, a suo dire non trasmette niente, ed è fin troppo caratterizzato da iperbole e introspezioni superficiali. Kennedy spiega a Dawson che se lui desidera diventare un regista deve mettere in preventivo che fare carriera a Hollywood è difficile perché è un ambiente spietato. Dawson scopre poi Mitch e Kennedy escono insieme.
Pacey si arrabbia con Zenovich per ciò che lei ha detto a Andie, tuttavia la donna gli consiglia di stare attento perché ha capito che Pacey è perseguitato dalle proprie paure e che egli tenta di celare le sue insicurezze, aggiungendo che lui si aggrappa a fatue speranze ma che purtroppo perderà tutto ciò che ha conquistato. Joey decide di organizzare un appuntamento tra Colin e Jack, ma quest'ultimo non ha intenzione di uscire con lui, facendo comprendere a Joey che, benché Jack abbia accettato la propria omosessualità, non è ancora pronto a familiarizzare che la sua identità sessuale.
Jen vede sua nonna tutta sola, purtroppo Whit è un uomo sposato, il loro appuntamento si è concluso quando lui è dovuto tornare dalla moglie che stava male, tuttavia Evelyn non è delusa, al contrario, ora ha capito che il proprio vedovato non deve impedirle di aprirsi a nuove esperienze, anche perché adesso desidera frequentare nuove persone. Joey si scusa con Colin, non aveva il diritto di combinare un appuntamento tra lui e Jack, tra l'altro Joey si identifica con Colin quando scopre che lui e il suo fidanzato si sono lasciati da poco, la loro era una storia importante (proprio come quella tra Dawson e Joey) è finita perché Colin si è concentrato troppo su di sé, spiegando a Joey che le persone si smarriscono quando commettono l'errore di voler progredire troppo velocemente.
Zenovich predice il futuro a Dawson con i tarocchi, pesca una carta: Gli Amanti, ciò vuol dire che la vita di Dawson è intrecciata con quella di un'altra persona (Joey) alla quale è legato oltre l'esistenza terrena, e anche se Joey si è allontanata da lui Zenovich gli fa capire che non è necessariamente destinato a perderla, perché le cose smarrite si possono comunque ritrovare. Joey torna a casa e come aveva predetto Zenovich un uomo fa la sua comparsa: Mike, il padre di Joey.

## Un matrimonio perfetto
- Titolo originale: A Perfect Wedding
- Diretto da: Greg Prange
- Scritto da: Mike White

### Trama
Dawson ci rimane male quando scopre che Joey ha informato prima Jack e non lui della scarcerazione di Mike, il quale vuole riscattarsi agli occhi delle figlie, oltre a rivelarsi per il piccolo Alexander un nonno premuroso. Mike e Bessie vogliono aprire un'impresa di catering e dal momento che Pam, un'amica di Bessie, sta per sposarsi, saranno loro a occuparsi dei preparativi.
Pacey, Andie, Dawson e Jack offrono il loro aiuto per il ricevimento, tuttavia Joey è preoccupata, perché l'evento rappresenterebbe il debutto in società della famiglia Potter, lei contrariamente a Bessie non è così ottimista all'idea che Mike torni a far parte delle loro vite non avendo mai superato l'umiliazione dell'arresto del padre.
Intanto Jen decide di godersi una giornata di svago con Abby, le due ragazze si intrufolano al matrimonio ma Andie le manda via per evitare che loro due causino dei problemi. Pam entra nel panico, non è sicura che sposarsi sia la scelta giusta, Dawson tenta di farla ragionare, ma alla fine è Jack che riesce a tranquillizzarla e a convincerla a sposare il proprio fidanzato. Jack fa capire a Dawson che deve smetterla di vedere in lui una minaccia, Joey è solo un'amica, non intralcerà ciò che c'è tra loro, infatti anche se Jack ammette che non crede nell'amore perfetto, è convinto che alcune persone sono destinare a essere unite per sempre, lui non ha alcun dubbio sul fatto che Dawson e Joey siano anime gemelle.
Joey fa comprendere a suo padre che il proprio atteggiamento prevenuto è la conseguenza dei problemi che lui ha causato alla loro famiglia dopo il suo arresto, e Mike non può pretendere che tutto si aggiusti soltanto perché è uscito di prigione. Dawson convince Joey a vincere la sua paura che Mike la ferirà nuovamente qualora gli desse un'altra possibilità, Joey non ha mai permesso all'opinione comune di influenzarla spronandola a non dare importanza a quello che tutti penseranno di lei e del padre.
Joey si riconcilia con suo padre e balla con lui, successivamente si mette a ballare con Dawson e gli confessa il suo amore, lui ammette di ricambiarla e infine i due si baciano. Abby e Jen si ubriacano fino a raggiungere il pontile dove accade il peggio: Abby cade in acqua ed annega lasciando Jen nella disperazione più totale.
- Guest star: Monica Keena

## Riposa in pace Abby
- Titolo originale: Rest in Peace
- Diretto da: David Semel
- Scritto da: Mike White

### Trama
Dawson porta Joey nella propria camera da letto, proprio quando stavano per fare l'amore vedono Jen, sconvolta, la quale rivela ai due che Abby è appena morta, a quel punto Joey abbraccia Jen aiutandola a calmarsi. A scuola Jen fatica ad accettare l'ipocrisia degli studenti, dal momento sembra che tutti sembrano infelici per la morte di Abby e la cosa manda Jen su tutte le furie poiché sapeva che a nessuno di loro lei piaceva. Ormai per Evelyn sta diventando sempre più difficile gestire il carattere ribelle di Jen, le due litigano in continuazione.
Gail dà una buona notizia a Dawson: ha vinto un concorso per il proprio servizio televisivo, le è stato concesso un lavoro come corrispondente a Filadelfia quindi si trasferirà lì, mentre Mitch tornerà a vivere nella loro casa.
Mentre Pacey e Andie sono in una caffetteria, incontrano per caso la madre di Abby, la quale chiede a Andie di fare l'elogio funebre dato che nessuno si è offerto volontario. Andie va a casa di Abby e legge il diario della defunta, scoprendo che scriveva cose orribili, non solo sulla propria madre, ma anche su Andie e Jen.
Al funerale di Abby nessuno trova il coraggio in chiesa di spendere qualche parola per l'elogio funebre, nemmeno Andie benché lo avesse promesso alla madre della ragazza, tuttavia è Jen che si offre volontaria, spiegando a tutti che considerava Abby un'amica ma che era una persona cattiva che godeva nell'umiliare gli altri, aggiungendo che Abby era la prova dell'ipocrisia di Dio dal momento che Egli ha creato l'uomo a propria immagine.
Andie si fa coraggio e durante l'elogio funebre afferma che Abby, provocandola, ha costretto Andie a reagire e a trovare la propria forza interiore, essendole in qualche modo riconoscente dato che è riuscita a fare di lei una persona migliore, è evidente che diversamente dal discorso di Jen, quello di Andie viene accolto molto più positivamente. Tuttavia quando Jen rimane sola dopo la sepoltura di Abby, viene consolata da Andie la quale ammette che Jen diversamente da lei ha avuto il coraggio di essere sincera, Andie sceglie di dissimulare la verità perché è il modo migliore per ottenere il consenso degli altri ma invece Jen è stata onesta riflettendo la verità nelle parole da lei pronunciate nell'elogio funebre.
Purtroppo Evelyn caccia via di casa Jen, avendo interpretato il comportamento della nipote in chiesa come una mancanza di rispetto verso i valori religiosi a cui Evelyn è devota, lei non vuole più vivere con Jen. Andie va a casa di Abby e prende il suo diario, probabilmente per evitare che la madre lo trovi e legga le cose brutte che la figlia vi aveva scritto, tuttavia per un momento Andie su uno specchio vede l'immagine riflessa di Abby, chiaro segnale che ormai Andie sta impazzendo.
- Guest star: Monica Keena

## Riuniti
- Titolo originale: Reunited
- Diretto da: Melanie Mayron
- Scritto da: Greg Berlanti

### Trama
È trascorso un mese dalla morte di Abby e ormai Dawson, Jen, Pacey, Andie, Joey e Jack sono sempre più uniti come gruppo, tra l'altro Jen si fa ospitare dalla famiglia di Dawson. Pacey e Jack sono preoccupati per Andie, la quale stranamente si è tinta i capelli, inoltre benché frequenti una psicologa, appare ovvio che vive nella paura di non poter più controllare i suoi disturbi mentali, tra l'altro sembra che abbia iniziato a vedersi di nascosto con un altro ragazzo.
Gail non ha ancora deciso se partire per Filadelfia, decide poi di portare a cena Jen, proprio nello stesso ristorante dove Dawson porta Joey per un appuntamento romantico, e proprio lì vedono Mitch insieme a Kennedy. Jen e Joey tentano di aiutare Gail a riconquistare il marito, tra l'altro Dawson tenta di convincere il padre a tornare con Gail affermando che è il loro imminente divorzio la ragione che sta spingendo la madre ad abbandonare Capeside; è tutto inutile, infatti benché sia ovvio che Mitch ama ancora la moglie, non ha intenzione di tornare con lei.
Mentre Pacey è a casa di Andie, nota che la sua ragazza sta parlando da sola, apparentemente sembra in compagnia del ragazzo con cui si incontra di nascosto, ma in realtà egli è solo nella sua mente: il ragazzo è Tim, il defunto fratello. Andie si chiude a chiave in una stanza, l'immagine di Tim nella sua mente cerca di condizionarla affinché lei si isoli da tutti, Pacey e Jack però la convincono a fidarsi di loro, e Andie esce dalla stanza abbracciando Pacey.
Ormai Jack ha capito che la faccenda è diventata insostenibile, infatti prende la decisione di contattare il padre affinché possa internare Andie in una clinica e darle l'aiuto di cui lei ha bisogno. Pacey porta a letto Andie la quale ammette che una delle cose che più la spaventa è che i suoi problemi di salute mentale possano allontanarla da Pacey, ma lui le giura che non lo perderà.

## Cambiamenti
- Titolo originale: Ch.. Ch.. Ch.. Changes
- Diretto da: Lou Antonio
- Scritto da: Dana Baratta

### Trama
Andie inizia a sentirsi meglio, tuttavia Joseph vuole farla ricoverare in una clinica, tra l'altro vuole che i suoi figli lascino Capeside e che tornino a vivere con lui. Intanto Joey appare felice, il padre ormai dà l'impressione di essersi trasformato in un uomo migliore, inoltre Mike vuole ristrutturare il diner e farne un ristorante.
Jen non vuole continuare a vivere con Dawson e Gail, di conseguenza Jack la convince a tornare a New York dando per scontato che i genitori della ragazza forse dopo mesi di lontananza potrebbero riaccoglierla tra loro. Pacey tenta di convincere Joseph a riconsiderare il trasferimento, lui crede che Andie starebbe meglio a Capeside, ma benché Joseph apprezzi l'affetto con cui Pacey ama la figlia, comprende che quest'ultimo egoisticamente vuole solo evitare di perdere la propria fidanzata. Pacey infatti è consapevole di essere una persona migliore rispetto a prima, ma associa il proprio cambiamento solo alla vicinanza di Andie, è per questo che non vuole perderla.
Jack cerca di far capire al padre che la cosa giusta è lasciare che sia Andie a decidere, tuttavia proprio lei sceglie il ricovero, pur non negando che a Capeside lei è felice, capisce che deve curarsi, altrimenti Jack e Pacey finirebbero col doversi prendere cura di lei e Andie sarebbe oppressa dal rimorso. Ciò che preoccupa Andie è che Jack, in virtù dell'affetto fraterno che prova per lei, la seguirebbe, e ciò non sarebbe giusto perché è ovvio che lui non vuole lasciare Capeside, incoraggiando Jack a essere più egoista.
Pacey e Andie trascorrono una serata romantica, Pacey la porta nel posto dove si sono scambiati il loro primo bacio, Andie gli spiega che lascerà Capeside per farsi ricoverare in una clinica, e Pacey decide di accettare la sua decisione. Anche se Joseph a breve venderà la casa a Capeside, Jack decide di viverci da solo ancora per un po', ha capito che Joseph non è pronto ad accettare l'omosessualità del figlio, e ora convivere insieme farebbe male a entrambi.
Jen si prepara a lasciare Capeside, Jack va a salutarla alla stazione degli autobus, ma scopre che non tornerà a New York, perché i suoi genitori non la rivogliono con loro, Jen per ora viaggerà per una meta ignota. Jack le spiega che i genitori amano i figli incondizionatamente, e un giorno i genitori di Jen quando capiranno di volerle bene tenteranno con lei una riconciliazione, comunque Jack straccia il biglietto dell'autobus di Jen e la convince a rimanere a Capeside ospitandola a casa sua.
Andie parte insieme a suo padre salutando Pacey, mentre Jen si trasferisce a casa di Jack. Dawson scopre che Mike, insieme al suo amico Pete, nasconde della droga nel ristorante che è ancora in fase di ristrutturazione, ma non ha il coraggio di dirlo a Joey.

## Addio Joey
- Titolo originale: Parental Discretion Advised
- Diretto da: Lou Antonio
- Scritto da: Dana Baratta

### Trama
John è arrabbiato con Pacey dal momento che i suoi voti stanno peggiorando ora che Andie è andata via, inoltre non gradisce che il figlio frequenti Joey dal momento che sospetta che il padre della ragazza è nuovamente coinvolto in attività losche. Evelyn vuole che Jen torni a vivere da lei, ma quest'ultima preferisce stare con Jack anche perché non ritiene che la nonna voglia realmente risolvere le loro divergenze. Intanto Gail ha accettato il lavoro a Filadelfia dato che Mitch non ha alcuna intenzione di tornare con lei.
Dawson non ha la forza di raccontare a Joey la verità su Mike, quest'ultimo dalle provocazioni di Dawson intuisce che lui ha scoperto del traffico di droga, è costretto ad ammette che ha fatto ristrutturare il diner in un ristorante per trasformarlo in un deposito per conservare la droga, ed essendo debole di carattere Mike non ha la forza per tornare sui propri passi. In piena notte il ristorante prende fuoco, Mike rischia di rimanere intrappolato tra le fiamme per disfarsi della droga, Dawson comunque lo porta in salvo.
Pacey ha un brusco litigio con John e lo colpisce con un pugno davanti ai colleghi, per la prima volta John comincia a capire quanto suo figlio stia soffrendo per la lontananza di Andie. Jack cerca di convincere Jen a tornare da Evelyn perché anche se non gli costa niente ospitarla a breve Joseph venderà la loro casa. Dawson confessa ai suoi genitori che Mike continua ancora a spacciare droga, Gail e Mitch ritengono che l'unica cosa da fare è quella di denunciare Mike, il quale non merita pietà dal momento che, nel breve tempo in cui è tornato libero, si è reso nuovamente colpevole di spaccio.
Joey, chiede a suo padre se egli è coinvolto in qualche attività illecita (dato che ormai covava dei sospetti) ma lui mente spudoratamente affermando che desidera solo una vita onesta, purtroppo Dawson si vede costretto a confessare a Joey che Mike ha iniziato a spacciare nuovamente, tenta di convincerla a denunciarlo perché, per come stanno le cose, Mike è un pericolo per la propria famiglia.
Joey si rifiuta di tradire il padre, tuttavia Dawson, Mitch e Gail la portano al dipartimento dello sceriffo dove John le spiega che l'incendio è stato appiccato da alcuni spacciatori rivali, ormai l'arresto di Mike è inevitabile perché se dovessero arrestare qualche altro trafficante di droga, pur di ottenere un patteggiamento, farebbero comunque il nome di Mike e dunque verrà ugualmente incriminato. Joey torna a casa a costringe suo padre a confessarle la verità: lui mortificato ammette che, non trovando giusto che Joey e Bessie continuassero a vivere di stenti, sperava di guadagnare più soldi con la droga e offrire loro una vita migliore, si è sentito perseguitato dai propri fallimenti e questo lo ha spinto a prendere nuovamente delle scelte sbagliate. Mike scopre che Joey sotto la camicia nasconde un registratore, adesso ha la confessione, John arresta Mike il quale è consapevole che Joey, tradendolo, ha preso la scelta giusta.
John, vedendo Pacey affranto, lo abbraccia comprendendo quanto lui stia soffrendo ora che non ha Andie al suo fianco. Mitch chiede a Gail di tornare con lui, tuttavia Gail è irremovibile, adesso ha capito che trasferirsi a Filadelfia è la cosa migliore per lei, il legame che la univa a Mitch si è spezzato e per risanarlo, almeno per ora, devono condurre due vite separate.
Mentre Evelyn e tutta sola in casa riceve la visita di Jen la quale accetta di tornare a vivere con la nonna, però questa volta decide mettere in chiaro le cose con lei: all'inizio non riteneva che trasferirsi a Capeside fosse la cosa migliore per lei, e anche ora insieme a Evelyn non si sente a casa, però adesso vuole stare con sua nonna perché ha bisogno di una famiglia, Jen è consapevole di aver commesso degli errore ma Evelyn deve accettare che la nipote ha alle proprie spalle delle difficili esperienze, e Jen adesso ha bisogno di essere amata e non giudicata. Evelyn e Jen si abbracciano, comunque quest'ultima chiede alla nonna di ospitare anche Jack nella loro casa, e lei accetta.
Nonostante Dawson tenti di dare il suo conforto a Joey, lei non lo vuole accanto in questo brutto momento, sa che un giorno troverà la forza di perdonare Mike per il male che ha fatto, tuttavia decide di lasciare Dawson dato che non lo perdona per averle addossato la responsabilità di far arrestare il padre.